# Emmanuel Plattner
Emmanuel Plattner (ur. 29 maja 1935 w Maur) – szwajcarski kolarz przełajowy, szosowy i torowy, brązowy medalista przełajowych mistrzostw świata.

## Kariera
Największy sukces w karierze Emmanuel Plattner osiągnął w 1956 roku, kiedy zdobył brązowy medal w kategorii elite podczas przełajowych mistrzostw świata w Luksemburgu. W zawodach tych wyprzedzili go jedynie dwaj Francuzi: André Dufraisse oraz Georges Meunier. Był to jednak jedyny medal wywalczony przez niego na międzynarodowej imprezie tej rangi. Był też między innymi szósty na mistrzostwach świata w Limoges w 1958 roku. Wielokrotnie zdobywał medale przełajowych mistrzostw kraju, w tym sześć złotych. W 1956 roku zdobył też mistrzostwo Szwajcarii w szosowym wyścigu ze startu wspólnego amatorów, a dwanaście lat później był też najlepszy na torze - wygrał wyścig ze startu zatrzymanego. Nigdy nie wystąpił na igrzyskach olimpijskich. W 1970 roku zakończył karierę.